# 2013 у праві
Ця стаття присвячена головним подіям у галузях правотворчості, правосуддя, правозастосування та юриспруденції в 2013 році.

## Події у світі

Герб ПНА

- 5 січня — Голова Палестинської Національної Адміністрації Махмуд Аббас видав указ про перейменування ПНА на «Державу Палестина»[1][2] Ізраїль, США, Норвегія та деякі інші країни це рішення не визнали[3][4].
- 20 січня — Австрійський референдум про призов[en]. Виборці з великою перевагою (60 %) висловилися за збереження призову і проти формування професійної армії. Явка склала 52,4 %.
- 23 січня — Парламент Каталонії прийняв декларацію про державний суверенітет регіону і право нації на самовизначення[5].
- 27 січня — Болгарський референдум щодо атомної енергії[en]. Виборці більшістю голосів (60,6 %) підтримали будівництво АЕС Белене, проте через низьку явку (20,2 %), що склала менше необхідних 60 %, результати референдуму вважаються юридично недійсними.
- 29 січня — Суд Європейської асоціації вільної торгівлі вільної торгівлі відхилив всі матеріальні претензії до Ісландії у судовій справі навколо виплат британським і нідерландським клієнтам банку Icesave, що збанкрутував 2008 року[6].
- 10—11 березня — Референдум щодо статусу Фолклендських островів[en]. При явці в 91 % практично всі виборці (99,8 %) проголосували за збереження за Фолклендами статусу заморської території Великої Британії.
- 16 березня — Зімбабвійський конституційний референдум[en] проходив для схвалення проекту нової конституції держави. В результаті конституція була схвалена переважною більшістю голосів: за близько 95 %. Явка склала близько 50 %.
- 18 липня — Американське місто Детройт, яке було колись столицею автопрому США, почало процедуру банкрутства через багатомільйонний бюджетний дефіцит і зовнішні борги, які перевищують 15 млрд доларів[7].
- 12 вересня — Парламент Індії прийняв Закон про національну продовольчу безпеку[en], який має на меті забезпечити субсидованим зерновим продовольством приблизно дві третини з 1.2 мільярда індійців.
- 22 вересня — Громадяни Швейцарії на референдумі проголосували за збереження загального призову на військову службу[8].
- 23 вересня — Суд Єгипту постановив заборонити діяльність Братів-мусульман на території країни[9].
- 20 жовтня — На референдумі в Сан-Марино повинні були вирішити питання про заявку на входження Сан-Марино до Європейського Союзу, а також щодо прив'язки підвищення зарплати до інфляції в країні. Хоча обидві пропозиції були схвалені більшістю голосів, за жодну з них не проголосувало 32 % від загального числа зареєстрованих виборців. Таким чином, обидві пропозиції не підтримані.
- 1 грудня — Хорватський конституційний референдум пройшов для схвалення поправки до Конституції Хорватії, згідно з якою шлюб повинен визначатися як союз між чоловіком і жінкою, що, таким чином, означає фактичну заборону одностатевих шлюбів. За внесення поправки висловились 65,87 % виборців при явці у 37,9 %.
- 3 грудня — Федеральний суд США затвердив банкрутство міста Детройт, обтяженого боргами на 18 мільярдів доларів[10].
- 5 грудня — Рада Безпеки ООН одностайно схвалила військове втручання французьких та африканських військ до Центральноафриканської республіки і запровадила ембарго на поставки до країни зброї[11].
- 16 грудня — Федеральний суд у Вашингтоні визнав програму стеження Агенції національної безпеки за громадянами США незаконною[12].
- 20 грудня — Державна дума Російської Федерації прийняла «Закон про блокування екстремістських сайтів»[ru], що дозволяє Роскомнадзору негайно, без рішення суду, блокувати сайти, що поширюють заклики до масових заворушень та іншу «екстремістську інформацію». Набрав чинності 1 лютого 2014.

## Міжнародні документи
- 24 лютого — 11 африканських держав і ООН підписали в столиці Ефіопії Аддис-Абебі рамкову угоду про направлення в Демократичну Республіку Конго військ Анголи, Замбії, Зімбабве, Лесото, Малаві, Маврикію, Намібії, Танзанії, ПАР для протидії повстанцям з «Руху 23 березня» (М23)[13].
- 7 березня — Резолюція Ради Безпеки Організації Об'єднаних Націй 2094[en]. Рада Безпеки засудила третє ядерне випробування Корейської Народно-Демократичної Республіки та посилила спроможність інших країн застосовувати санкції. Прийнята одноголосно.
- 12 вересня — Сирія приєдналася до Конвенції про заборону хімічної зброї[14]
- 27 вересня — Резолюція Ради Безпеки Організації Об'єднаних Націй 2118[en] стосовно використання сирійської хімічної зброї під час громадянської війни в Сирії. Прийнята одноголосно.
- 24 листопада — Представники Ірану, США, Китаю, Великої Британії, Росії, Франції і Німеччини досягли угоди про ядерну програму Тегерана на переговорах у Женеві[15][16].

## Право України

### Події
- 9 січня — Європейський суд з прав людини ухвалив рішення у справі Олександр Волков проти України.
- 16 січня — почав функціонувати Єдиний реєстр адвокатів України.
- 29 січня — колишній начальник головного управління кримінального розшуку МВС Олексій Пукач за вбивство Георгія Гонгадзе засуджений до довічного ув'язнення.
- 1 лютого — Верховний Суд надав узагальнення судової практики щодо:
  - тимчасового обмеження у праві виїзду за межі України[17];
  - захисту прав споживачів[18];
  - практики перегляду судових рішень у кримінальних справах із підстав, передбачених ст. 400-12 Кримінально-процесуального кодексу України[19].
- 8 лютого — Вищий адміністративний суд України скасував депутатські повноваження Павла Балоги та Олександра Домбровського[20].
- 22 лютого — XI черговий з'їзд суддів України.
- 28 лютого — Утворені Міністерство освіти і науки України та Міністерство молоді та спорту України шляхом реорганізації Міністерства освіти і науки, молоді та спорту України та Державної служби молоді та спорту України[21].
- 17 травня — Головою Верховного Суду обраний Романюк Ярослав Михайлович[22].
- 17 червня — у всіх місцевих та апеляційних судах загальної юрисдикції запроваджено порядок щодо обміну електронними документами між судом та учасниками судового процесу, які отримали можливість одержувати процесуальні документи в електронному вигляді паралельно з документами у паперовому вигляді[23].
- 20 червня — опублікований українською мовою офіційний текст Угоди про асоціацію Україна — ЄС.
- 1 жовтня:
  - відбувся масштабний збій програмного забезпечення, внаслідок чого зупинилася робота 18 електронних реєстрів Міністерства юстиції[24];
  - у всіх місцевих та апеляційних загальних судах запроваджено надсилання судами учасникам судових процесів текстів повісток у вигляді SMS-повідомлень[25].
- 14 жовтня — Віктор Янукович своїм Указом скасував обов'язковий призов на строкову службу до Збройних сил України[26].

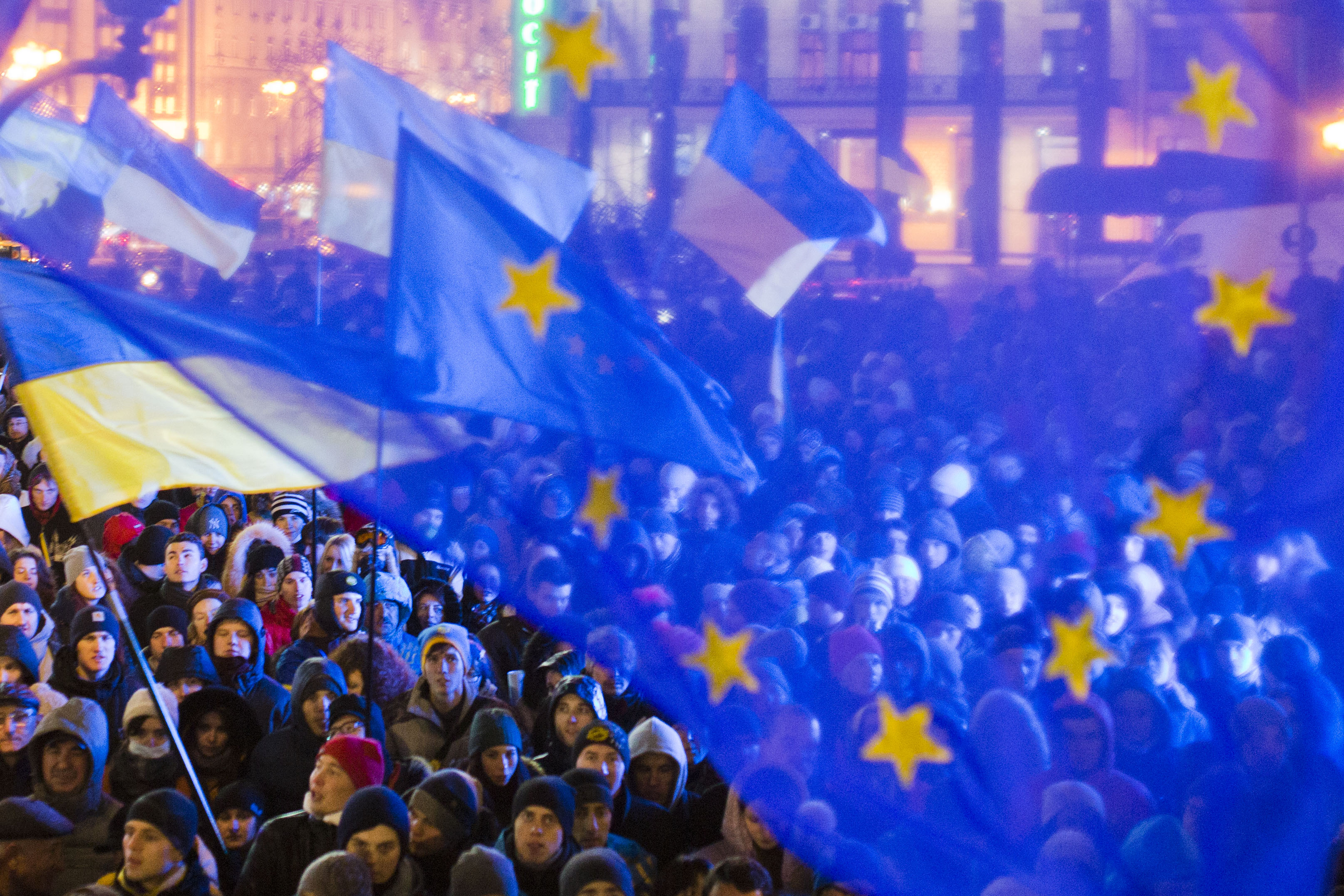
Проєвропейська демонстрація у Києві 27 листопада 2013

- 21 листопада — уряд Азарова призупинив процес підготовки до укладання Угоди про асоціацію між Україною та ЄС[27].

### Міжнародні договори України
- 11 січня — Україна приєдналася до:
  - Конвенції про скорочення безгромадянства, вчиненої 30 серпня 1961 року у м. Нью-Йорку[28];
  - Конвенції про статус апатридів, учиненої 28 вересня 1954 року в м. Нью-Йорку[29];
  - Конвенції про міжнародне стягнення аліментів на дітей та інших видів сімейного утримання[en], вчиненої 23 листопада 2007 року в м. Гаазі[30].
- 18 вересня — Верховна Рада ратифікувала Європейську конвенцію про захист домашніх тварин, учинену 13 листопада 1987 року у м. Страсбурзі[31].
- 19 вересня — Верховна Рада ратифікувала Рамкову конвенцію Ради Європи про значення культурної спадщини для суспільства[en], вчинену 27 жовтня 2005 року в м. Фаро[32].

### Найпомітнішізакони
- 4 липня — Про утилізацію транспортних засобів[33]
- 19 вересня:
  - Про внесення змін до статті 98 Конституції України[34]
  - Про Митний тариф України[35][36][37]
- 24 жовтня — Про засади функціонування ринку електричної енергії України[38] (втратив чинність 11.06.2017)
- 19 грудня — Про усунення негативних наслідків та недопущення переслідування та покарання осіб з приводу подій, які мали місце під час проведення мирних зібрань[39] (втратив чинність 28.02.2014).

### ОсновнірішенняКонституційного Суду
- 3 червня — Справа щодо змін умов виплати пенсій і щомісячного довічного грошового утримання суддів у відставці[40].
- 11 липня — Справа про відшкодування витрат на юридичні послуги у господарському судочинстві[41].
- 15 жовтня:
  - Не обмежується будь-яким строком звернення працівника до суду з позовом про стягнення заробітної плати[42];
  - Не обмежується будь-яким строком звернення працівника до суду з позовом про стягнення сум індексації заробітної плати та компенсації втрати частини заробітної плати у зв'язку з порушенням строків її виплати[43].

## Померли

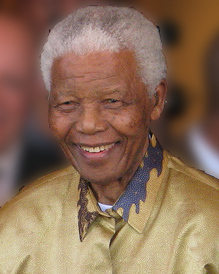
Нельсон Мандела

- 12 січня — Шмідт Юрій Маркович, 75, російський адвокат і правозахисник.
- 1 лютого — Ед Коч, американський юрист, політик, політичний коментатор, кінокритик. Був мером Нью-Йорка з 1978 по 1989 рік.
- 13 лютого:
  - Петер Койманс, нідерландський державний діяч, міністр закордонних справ, професор Лейденського університету, суддя Міжнародного суду в Гаазі (1997—2006);
  - Незнанський Фрідріх Євсеєвич, юрист, російський публіцист і письменник.
- 14 лютого — Рональд Дворкін, американський і британський юрист, політолог, філософ і теоретик права, творець концепції «права як цілісності/чесності» (law as integrity).
- 27 лютого — Адольфо Сальдівар Ларраін, 69, чилійський політик, юрист, посол в Аргентині (2010—2013), голова Сенату (2008—2009)[44].
- 1 травня — Сегай Михайло Якович, правознавець, доктор юридичних наук, професор, заслужений діяч науки і техніки України, академік Академії правових наук України, криміналіст.
- 12 травня — Алексєєв Сергій Сергійович, російський правознавець, доктор юридичних наук, член-кореспондент РАН (1991), член-кореспондент АН СРСР з 1987 р., іноземний член Національної академії правових наук України.
- 1 червня — Зеленецький Володимир Серафимович, 76, вчений-правознавець, доктор юридичних наук, професор, дійсний член (академік) Національної академії правових наук України, заслужений діяч науки і техніки України[45].
- 14 липня — Мартиненко Петро Федорович, 77, правознавець, професор КНУ імені Тараса Шевченка (1993), декан юридичного факультету Міжнародного Соломонового університету, професор Дипломатичної академії при МЗС України і Національного університету «Києво-Могилянська академія», у 1996—2001 — суддя Конституційного Суду України, член Конституційної Асамблеї (з травня 2012), заслужений юрист України.
- 15 серпня — Жак Вержес, 88, французький юрист, адвокат на процесі Слободана Мілошевича та багатьох інших гучних процесах[46].
- 22 серпня — Челишев Михайло Юрійович, 40, професор, завідувач кафедри цивільного та підприємницького права Казанського федерального університету, отруєння вуглекислим газом[47].
- 13 жовтня — Крашенинников Євген Олексійович, 62, російський юрист, лідер ярославської цивілістичної школи, редактор журналу «Нариси з торговельного права»[48].
- 31 жовтня — Андрес Нарваса, 84, філіппінська юрист, головний суддя Верховного суду Філіппін (1991—1998)[49].
- 6 листопада — Йосеф Хариш, 90, генеральний прокурор, юридичний радник уряду Ізраїлю (1986—1993)[50].
- 7 листопада — Чітта Ранджан Де Сілва — шріланкійський юрист, генеральний прокурор (2007—2008)[51].
- 9 листопада — Грошевий Юрій Михайлович, вчений, доктор юридичних наук, професор, академік і віце-президент Національної академії правових наук України[52].
- 5 грудня — Нельсон Мандела, 95, південноафриканський правозахисник, політик та юрист, президент Південно-Африканської республіки (1994—1999)[53][54].